# Luc Steeno
Luc Julia Nicolas Steeno (Leuven, 28 juni 1964) is een Belgische zanger. Hij is in Vlaanderen voornamelijk bekend van hits als Ik mis je elke dag (1989), Hij speelde accordeon (1992) en Ga dan (1993).

## Carrière

### Beginjaren
Luc Steeno begon zijn zangcarrière halverwege de jaren tachtig, toen hij als imitator van Will Tura deelnam aan diverse soundmixwedstrijden. Hij kreeg een platencontract aangeboden en bracht in 1986 zijn eerste single uit: Hoe lang blijft liefde duren?. Het nummer, dat gecomponeerd werd door Will Tura, werd echter geen hit. In 1989 verscheen de single Ik mis je elke dag, een vertaling van het Duitstalige nummer Ich brauch' dich jeden Tag van Jean Frankfurter. Met de originele versie had Andy Borg eerder al succes gehad. Steeno verkreeg met zijn versie landelijke bekendheid in Vlaanderen door op te treden in het VTM-programma Tien Om Te Zien. Later in het jaar scoorde hij hits met Eens was ik je beste vriend en Bel me, schrijf me, een duet met Sandra Kim. In 1990 traden Steeno en Kim samen op voor koning Boudewijn ter gelegenheid van de 60/40-viering in Brussel. Zij brachten daar het lied J'aime mon pays/Ik hou van mijn land ten gehore.
In het najaar van 1990 bracht Steeno het album Wat moet ik zonder jou uit. De singles Voor jou (geschreven door Salim Seghers), Holiday en Liefde is... werden bescheiden hits. In 1991 boekte hij ook successen met Niets is mij teveel (een duet met Micha Marah) en Waarom voel ik nog steeds. In 1992 volgde de single Hij speelde accordeon, geschreven en gecomponeerd door Jan Theys en John Terra. Dit werd Steeno's grootste hit. Het bereikte de top 10 van de Vlaamse hitlijsten en werd bekroond met de Radio 2 Zomerhit-trofee. Een poging van Harry Thomas om Steeno ook in Duitsland te laten doorbreken mislukte.

### Meer successen
In 1993 stelde Steeno in de Egyptische stad Hurghada zijn album Liefde wint het toch altijd voor. Met de single Ga dan, een cover van Dann geh doch van Howard Carpendale, scoorde hij opnieuw een grote hit. In de periode hierna haalden nog diverse andere singles van Steeno de hitparade, waaronder het op het WK Voetbal geïnspireerde nummer De Rode Duivels gaan naar Amerika, Africa hakuna matata en Als ik ga, een cover van Après toi van Vicky Leandros. In 1996 verscheen vervolgens het album Liedje(s) van de liefde, waarvoor hij samenwerkte met Miguel Wiels en waar ook Pierre Kartner een liedje voor schreef. In hetzelfde jaar werd Steeno panellid in het televisieprogramma Het Swingpaleis.
In 1997 nam Steeno een Nederlandstalige versie op van het nummer Toutes les femmes sont belles van Frank Michael en scoorde hier onder de titel Mooi zijn alle vrouwen een grote hit mee. Het nummer kwam te staan op het in 1998 uitgebrachte album Geen dag meer zonder jou, dat tevens vertalingen bevat van nummers van Bata Illic en Roger Whittaker, covers van Will Tura en John Terra en een duet met Corry Konings. Het album verkocht goed, maar werd gevolgd door een mindere periode waarin Steeno's singles weinig succesvol waren. In 2001 deed Steeno met andere bekende Vlamingen mee aan de televisieshow Big Brother.
Steeno bracht in 2002 het album Ik hoor nog steeds dat lied uit, met daarop vertalingen en covers van artiesten als Cliff Richard, Tee Set, Bob Davidse en Will Ferdy. De cd werd matig ontvangen en presteerde teleurstellend qua verkoopcijfers. In 2003 nam Steeno vervolgens een album op met Willy Sommers en Lisa del Bo. Dit album, getiteld De mooiste duetten & méér, werd geproduceerd door Peter Koelewijn. Met de single Tussen Heist en de Ardennen (een cover van The Carnival Is Over van The Seekers) scoorde het trio een bescheiden hitje.
In 2006 stond Steeno in de Vlaamse Ultratop met Diep in mijn hart, een cover van René Schuurmans. Een jaar later trad hij voor het eerst op tijdens het Schlagerfestival in Hasselt, waar hij in de jaren nadien regelmatig terugkeerde. In 2009 vierde Steeno het twintigjarig jubileum van zijn doorbraak als artiest. Ter gelegenheid hiervan bracht hij het verzamelalbum 20 jaar Luc Steeno uit.

### Adamo
Veel succes had Steeno vanaf 2011 met Nederlandstalige versies van liedjes van Adamo. De single Neem me een keer in je armen (origineel: Mes mains sur tes hanches) werd een hit en ook Vindt u het goed mijnheer? (origineel: Vous permettez, monsieur?) behaalde een notering in de Vlaamse hitparades. In februari 2012 bracht Steeno een volledig album uit met Adamo-repertoire: Luc Steeno zingt Adamo. Hiervan kwamen ook de nummers Jij alleen (origineel: C'est ma vie) en M'n klein geluk (origineel: Petit bonheur) nog op single uit. Het album bereikte de derde plaats in de Vlaamse albumlijst en stond 69 weken genoteerd. In november 2012 verscheen een limited edition van het album, met daarop nog eens vier Adamo-liedjes. Ik hield van jou (origineel: Amour perdu) kwam uit als laatste single.
Na het succes van het Adamo-album stortte Steeno zich op het oeuvre van Claude François, wat resulteerde in het album Luc Steeno zingt Claude François. Dit album werd uitgebracht in 2013 en leverde Steeno wederom veel succes en publiciteit op. De singles van dit album werden echter geen hits. In de zomer van 2014 vierde Steeno zijn vijftigste verjaardag met het album 25 jaar hits. Met Laura Lynn bracht hij in dezelfde periode het duet Diep in mijn ogen op single uit.
In 2015 scoorde Steeno een klein hitje met De zomer van je leven, een cover van La camisa negra van Juanes. De Nederlandstalige tekst hiervan werd geschreven door Bart Herman. Ook hierna bleef Steeno, met wisselend succes, singles uitbrengen als Kijk me niet zo aan (een cover van een hit van Kendji Girac), Ik hou van het leven, Onder de zon (een cover van El Mismo Sol van Álvaro Soler) en Je verovert mijn hart (een duet met Lindsay en een cover van In a moment like this van Chanée & N'evergreen).
Dertig jaar na zijn doorbraak als artiest bracht Steeno in 2019 een driedubbel album uit met de titel 30. Naast zijn grootste successen bevat dit album ook onbekender werk uit zijn oeuvre, alsmede enkele nieuwe nummers. In 2023 volgde een geheel nieuw studioalbum met de titel Passie. Met dit album (geproduceerd door Firmin Michiels en Guido Opdebeeck en gemixt door Mark Plati) koos Steeno voor een moderner geluid.

## Trivia
- Vaak wordt onterecht gedacht dat de naam Luc Steeno een pseudoniem of artiestennaam is.[bron?]
- In 1991 was hij eenmalig te zien in de serie Samson en Gert.

## Discografie

### Albums
| Album met hitnotering(en) in de Vlaamse Ultratop 200 albums | Datum van verschijnen | Datum van binnenkomst | Hoogste positie | Aantal weken | Opmerkingen                      |
| ----------------------------------------------------------- | --------------------- | --------------------- | --------------- | ------------ | -------------------------------- |
| Liedje(s) van de liefde                                     | 1996                  | 08-06-1996            | 27              | 3            |                                  |
| Geen dag meer zonder jou                                    | 1998                  | 21-02-1998            | 14              | 10           |                                  |
| Ik hoor nog steeds dat lied                                 | 01-03-2002            | 30-03-2002            | 40              | 5            |                                  |
| De mooiste duetten & méér                                   | 15-08-2003            | 30-08-2003            | 23              | 4            | met Lisa del Bo en Willy Sommers |
| Zingt Adamo                                                 | 24-02-2012            | 10-03-2012            | 3               | 69           | Goud                             |
| Zingt Claude François                                       | 26-04-2013            | 04-05-2013            | 4               | 26           |                                  |
| 25 jaar hits                                                | 23-06-2014            | 05-07-2014            | 8               | 34           | Verzamelalbum                    |
| De zomer van je leven                                       | 10-08-2018            | 18-08-2018            | 3               | 13           |                                  |
| 30                                                          | 25-10-2019            | 02-11-2019            | 28              | 10           | Verzamelalbum                    |
| Passie                                                      | 03-11-2023            | 18-11-2023            | 8               | 1            |                                  |

### Singles
| Single met hitnotering(en) in de Vlaamse Ultratop 50 | Datum van verschijnen | Datum van binnenkomst | Hoogste positie | Aantal weken | Opmerkingen                                                 |
| ---------------------------------------------------- | --------------------- | --------------------- | --------------- | ------------ | ----------------------------------------------------------- |
| Ik mis je elke dag                                   | 1988                  | 22-04-1989            | -               | -            | Nr. 4 in de Vlaamse Top 10                                  |
| Eens was ik je beste vriend                          | 1989                  | 02-09-1989            | 25              | 7            | Nr. 3 in de Vlaamse Top 10                                  |
| Bel me, schrijf me                                   | 1989                  | 30-12-1989            | 15              | 11           | met Sandra Kim Nr. 2 in de Vlaamse Top 10                   |
| Voor jou                                             | 1990                  | 28-04-1990            | 23              | 8            | Nr. 4 in de Vlaamse Top 10                                  |
| Holiday                                              | 1990                  | 11-08-1990            | 18              | 9            | Nr. 4 in de Vlaamse Top 10                                  |
| Liefde is...                                         | 1990                  | 10-11-1990            | 36              | 6            | Nr. 7 in de Vlaamse Top 10                                  |
| Alleen met z'n twee                                  | 1991                  | 02-03-1991            | 31              | 5            | Nr. 5 in de Vlaamse Top 10                                  |
| 'k Leef alleen voor jou                              | 1991                  | 18-05-1991            | 48              | 2            | Nr. 9 in de Vlaamse Top 10                                  |
| Niets is mij teveel                                  | 1991                  | 24-08-1991            | 15              | 6            | met Micha Marah Nr. 1 in de Vlaamse Top 10                  |
| Waarom voel ik nog steeds                            | 1991                  | 02-11-1991            | 29              | 7            | Nr. 4 in de Vlaamse Top 10                                  |
| Ik hou van alles wat je bent                         | 1992                  | 14-03-1992            | 30              | 5            | Nr. 6 in de Vlaamse Top 10                                  |
| Yo, de mannen yo                                     | 1992                  | 25-04-1992            | 38              | 3            | Nr. 8 in de Vlaamse Top 10                                  |
| Hij speelde accordeon                                | 1992                  | 13-06-1992            | 10              | 18           | Nr. 1 in de Vlaamse Top 10                                  |
| Ik geef je alles                                     | 1992                  | 10-10-1992            | 14              | 10           | Nr. 2 in de Vlaamse Top 10                                  |
| Een vrouw is                                         | 1993                  | 20-02-1993            | 21              | 8            | Nr. 2 in de Vlaamse Top 10                                  |
| Voor moeder                                          | 1993                  | 22-05-1993            | 47              | 1            | Nr. 7 in de Vlaamse Top 10                                  |
| Ga dan                                               | 1993                  | 02-10-1993            | 11              | 13           | Nr. 1 in de Vlaamse Top 10                                  |
| De Rode Duivels gaan naar Amerika                    | 1994                  | 12-03-1994            | 32              | 12           | Nr. 2 in de Vlaamse Top 10                                  |
| Voordat je slapen gaat                               | 1994                  | 13-08-1994            | 38              | 5            | Nr. 5 in de Vlaamse Top 10                                  |
| Wat blijft er over                                   | 1994                  | 12-11-1994            | 37              | 4            | Nr. 3 in de Vlaamse Top 10                                  |
| Je t'aime, mon amour                                 | 1995                  | 29-04-1995            | 28              | 10           | Nr. 28 in de Radio 2 Top 30 Nr. 7 in de Vlaamse Top 10      |
| Africa hakuna matata                                 | 1995                  | 22-07-1995            | 36              | 2            |                                                             |
| Als ik ga                                            | 1995                  | 04-11-1995            | 14              | 8            | Nr. 14 in de Radio 2 Top 30 Nr. 4 in de Vlaamse Top 10      |
| Maria                                                | 1996                  | 03-02-1996            | 23              | 7            | Nr. 23 in de Radio 2 Top 30 Nr. 6 in de Vlaamse Top 10      |
| Ik huil                                              | 1996                  | 18-05-1996            | 45              | 2            |                                                             |
| De molen op het plein                                | 1996                  | 21-09-1996            | 38              | 2            |                                                             |
| Hopeloos                                             | 1997                  | 01-03-1997            | tip13           | -            | met Beats Unlimited                                         |
| Mooi zijn alle vrouwen                               | 1997                  | 03-05-1997            | 9               | 15           | Nr. 9 in de Radio 2 Top 30 Nr. 2 in de Vlaamse Top 10       |
| Dan gaan de lichten aan                              | 1997                  | 13-09-1997            | 14              | 9            | Nr. 14 in de Radio 2 Top 30 Nr. 2 in de Vlaamse Top 10      |
| Waarom                                               | 1998                  | 31-01-1998            | 33              | 7            | nr. 2 in de Vlaamse Top 10                                  |
| Ik wil geen dag meer leven zonder jou                | 1998                  | 11-04-1998            | tip7            | -            | Nr. 7 in de Vlaamse Top 10                                  |
| A la espagnola                                       | 1998                  | 04-07-1998            | tip15           | -            |                                                             |
| Zonder jou                                           | 1999                  | 16-01-1999            | tip8            | -            | Nr. 5 in de Vlaamse Top 10                                  |
| Geen vreemde meer                                    | 1999                  | 24-07-1999            | tip10           | -            | Nr. 4 in de Vlaamse Top 10                                  |
| In Marbella                                          | 2000                  | 05-08-2000            | tip14           | -            |                                                             |
| Zon, zee, strand                                     | 2001                  | 18-08-2001            | 49              | 1            | Nr. 23 in de Radio 2 Top 30 Nr. 5 in de Vlaamse Top 10      |
| Een vrouw naar m'n hart                              | 2001                  | 20-10-2001            | tip17           | -            | Nr. 7 in de Vlaamse Top 10                                  |
| Ik hoor nog steeds dat lied                          | 2002                  | 02-02-2002            | tip12           | -            | Nr. 3 in de Vlaamse Top 10                                  |
| Zon in je hart                                       | 2002                  | 27-07-2002            | tip7            | -            | Nr. 9 in de Vlaamse Top 10                                  |
| Tussen Heist en de Ardennen                          | 2003                  | 05-07-2003            | 50              | 1            | met Lisa del Bo & Willy Sommers Nr. 29 in de Radio 2 Top 30 |
| Leun maar op mij                                     | 2004                  | 17-07-2004            | tip13           | -            | Nr. 9 in de Vlaamse Top 10                                  |
| Salomé                                               | 2005                  | 30-07-2005            | tip11           | -            | Nr. 10 in de Vlaamse Top 10                                 |
| Diep in mijn hart                                    | 2006                  | 29-07-2006            | 24              | 5            | Nr. 18 in de Radio 2 Top 30 Nr. 6 in de Vlaamse Top 10      |
| Ik zal jou nooit vergeten                            | 2007                  | 24-03-2007            | 47              | 1            | Nr. 8 in de Vlaamse Top 10                                  |
| Is het leven niet mooi?                              | 2007                  | 07-07-2007            | tip12           | -            | Nr. 10 in de Vlaamse Top 10                                 |
| Als ik maar even in je ogen kijk                     | 18-07-2008            | 02-08-2008            | 38              | 3            | Nr. 6 in de Vlaamse Top 10                                  |
| Jij bent als de zon                                  | 16-08-2010            | 09-10-2010            | 31              | 5            | Nr. 3 in de Vlaamse Top 10                                  |
| Neem me een keer in je armen                         | 17-01-2011            | 29-01-2011            | 17              | 7            | Nr. 16 in de Radio 2 Top 30 Nr. 1 in de Vlaamse Top 10      |
| Vindt u het goed, mijnheer?                          | 21-10-2011            | 19-11-2011            | 37              | 3            | Nr. 4 in de Vlaamse Top 10                                  |
| Jij alleen                                           | 10-02-2012            | 25-02-2012            | tip18           | -            | Nr. 2 in de Vlaamse Top 10                                  |
| M'n klein geluk                                      | 11-05-2012            | 19-05-2012            | tip10           | -            | Nr. 1 in de Vlaamse Top 10                                  |
| Ik hield van jou                                     | 24-09-2012            | 13-10-2012            | tip47           | -            |                                                             |
| Ik voel me goed                                      | 22-02-2013            | 09-03-2013            | tip3            | -            | Nr. 1 in de Vlaamse Top 10                                  |
| Het wordt nooit meer als toen                        | 2013                  | 20-07-2013            | tip22           | -            | Nr. 4 in de Vlaamse Top 10                                  |
| CloClo medley                                        | 2013                  | 20-09-2013            | tip41           | -            |                                                             |
| Een bekende melodie                                  | 2013                  | 01-11-2013            | tip18           | -            | Nr. 4 in de Vlaamse Top 10                                  |
| Diep in je ogen                                      | 2014                  | 29-05-2014            | tip7            | -            | met Laura Lynn Nr. 1 in de Vlaamse Top 10                   |
| Deze nacht                                           | 2014                  | 30-08-2014            | tip16           | -            | Nr. 5 in de Vlaamse Top 10                                  |
| Dicht bij jou                                        | 2014                  | 22-11-2014            | tip24           | -            | Nr. 12 in de Vlaamse Top 50                                 |
| De zomer van je leven                                | 2015                  | 13-06-2015            | tip5            | -            | Nr. 5 in de Vlaamse Top 50                                  |
| Mijn armen om je schouders                           | 2016                  | 06-02-2016            | tip29           | -            | Nr. 11 in de Vlaamse Top 50                                 |
| Het zesde leerjaar is zo fijn                        | 2016                  | 06-02-2016            | tip29           | -            | Nr. 12 in de Vlaamse Top 50                                 |
| Kijk me niet zo aan                                  | 2016                  | 18-06-2016            | tip25           | -            | Nr. 16 in de Vlaamse Top 50                                 |
| Altijd, altijd                                       | 2016                  | 12-11-2016            | tip33           | -            | Nr. 16 in de Vlaamse Top 50                                 |
| Ik hou van het leven                                 | 2017                  | 18-02-2017            | tip             | -            | Nr. 24 in de Vlaamse Top 50                                 |
| Onder de zon                                         | 2017                  | 24-06-2017            | tip22           | -            | Nr. 14 in de Vlaamse Top 50                                 |
| Je verovert mijn hart                                | 2017                  | 16-09-2017            | tip15           | -            | met Lindsay Nr. 9 in de Vlaamse Top 50                      |
| Ik zal wachten                                       | 2018                  | 10-03-2018            | tip31           | -            | Nr. 15 in de Vlaamse Top 50                                 |
| Hoe doe je dat?                                      | 2018                  | 02-06-2018            | tip16           | -            | Nr. 5 in de Vlaamse Top 50                                  |
| Mijn alles                                           | 2018                  | 15-09-2018            | tip             | -            | Nr. 20 in de Vlaamse Top 50                                 |
| De hele zomer                                        | 2019                  | 18-05-2019            | tip26           | -            | Nr. 10 in de Vlaamse Top 50                                 |
| Dans, dans, dans                                     | 2019                  | 19-10-2019            | tip             | -            | Nr. 30 in de Vlaamse Top 50                                 |
| Laat ons klinken                                     | 2020                  | 23-05-2020            | tip             | -            | met Frank Van Erum Nr. 29 in de Vlaamse Top 50              |